# Gretchen Walsh
Gretchen Walsh (Nashville, 29 gennaio 2003) è una nuotatrice statunitense.

## Biografia
È la sorella minore della nuotatrice Alexandra Walsh.

## Carriera
Nel 2023 ha fatto segnare il nuovo record americano nei 50m farfalla in 25"11; ai mondiali di Fukuoka ha vinto la medaglia d'oro nella staffetta 4x100m misti, assieme a Regan Smith, Lilly King e Kate Douglass.
Nel 2024 - durante i Trials olimpici americani di giugno - nuota i 100 metri farfalla in 55"18, siglando così il nuovo record del mondo sulla distanza, e si qualifica alle Olimpiadi di Parigi. Nel corso della rassegna parigina vince le staffette 4x100 metri misti e 4x100 metri misti mista (occasioni nelle quali contribuisce al raggiungimento dei nuovi record del mondo su entrambe le discipline) e si aggiudica la medaglia d'argento nei 100 metri farfalla e nella staffetta 4x100 metri stile libero.
Il 10 dicembre 2024, durante i mondiali in vasca corta di Budapest, migliora per due volte nello stesso giorno il record del mondo dei 50 metri farfalla (24"02 nelle batterie del mattino e 23"94 nelle semifinali serali). Nei due giorni successivi vince la medaglia d'oro negli stessi 50 metri farfalla e nei 100 metri stile libero oltre a siglare un ulteriore record del mondo, con il tempo di 55"71, nei 100 metri misti. Il 13 dicembre realizza altri tre record del mondo, due nei 100 metri farfalla (53"54 nelle batterie mattutine e 52"87 nelle semifinali della sera) e un altro nuovamente nei 100 metri misti, dove vince la medaglia d'oro in 55"11. Il giorno dopo sale sul gradino più alto del podio nei 100 metri farfalla (abbassando ulteriormente il suo record a 52"71) e sigla un record del mondo anche nelle semifinali dei 50 metri stile libero, con il crono di 22"87. Nell'ultima giornata di gara vince altre due medaglie d'oro, nei 50 metri stile libero e nella 4x100 metri misti (con annesso record del mondo in entrambi i casi grazie ai tempi, rispettivamente, di 22"83 e di 3'40"41). Chiude dunque la rassegna con sette medaglie d'oro e undici record mondiali abbattuti nel carniere.
Il 3 maggio 2025 diventa la prima donna al mondo a nuotare i 100 metri farfalla sotto i 55 secondi, abbassando il suo record del mondo a 54"60. Nell'estate dello stesso anno prende parte ai mondiali di Singapore, dove si aggiudica i suoi primi ori iridati individuali in vasca lunga salendo sul gradino più alto del podio nei 50 e nei 100 metri farfalla (in quest'ultimo caso con il crono di 54"73, nuovo record dei campionati). Il 3 agosto vince l'oro anche nella staffetta 4x100 metri misti, dove contribuisce ad abbassare il record del mondo a 3'49"34.

## Palmarès
- Giochi olimpici

Parigi 2024: oro nella 4x100m misti e nella 4x100m misti mista, argento nei 100m farfalla e nella 4x100m sl.
- Mondiali

Fukuoka 2023: oro nella 4x100m misti, argento nella 4x100m sl, bronzo nei 50m farfalla.
Singapore 2025: oro nei 50m farfalla, nei 100m farfalla e nella 4x100m misti.
- Mondiali in vasca corta

Budapest 2024: oro nei 50m sl, nei 100m sl, nei 50m farfalla, nei 100m farfalla, nei 100m misti, nella 4x100m sl e nella 4x100m misti.
- Mondiali giovanili

Budapest 2019: oro nei 50m sl, nei 100m sl, nella 4x100m sl, nella 4x100m misti, nella 4x100m sl mista e nella 4x100m misti mista.